# Land Mecklenburg
Mecklenburg was een gouw van nazi-Duitsland dat bestond van 1934 tot 1945 en een bondsland van de Duitse Democratische Republiek van 1946 tot 1952.

## Geschiedenis
Mecklenburg ontstond toen de vrijstaten Mecklenburg-Strelitz en Mecklenburg-Schwerin in opdracht van Adolf Hitler op 1 januari 1934 werden samengevoegd. Na de Duitse nederlaag in de Tweede Wereldoorlog werd het land in 1945 met het voorheen tot de Pruisische provincie Hannover behorende Amt Neuhaus en de Duits gebleven delen van de Pruisische provincie Pommeren verenigd tot Mecklenburg-Voor-Pommeren, dat tot de Sovjet-bezettingszone behoorde.
De Sovjets hernoemden Mecklenburg-Voor-Pommeren in 1946 weer tot Mecklenburg. Dit werd in 1949 een deelstaat van de Duitse Democratische Republiek. Met de opheffing van de deelstaten van dat land verdween ook Mecklenburg van de kaart. Het gebied werd opgedeeld in de Bezirke Rostock aan de kust, Schwerin in het westen en Neubrandenburg in het oosten.

## Bestuurlijke indeling (1939)

### Stadsdistricten (Stadtkreise)
1. Güstrow
2. Neubrandenburg
3. Neustrelitz
4. Rostock
5. Schwerin
6. Wismar

### Districten (Landkreise)
1. Güstrow
2. Hagenow
3. Ludwigslust
4. Malchin
5. Parchim
6. Rostock
7. Schönberg
8. Schwerin
9. Stargard
10. Waren
11. Wismar

## Ministers-presidenten
- 1934: Hans Egon Engell (NSDAP)
- 1934-1945: Friedrich Scharf (NSDAP)
- 1945-1951: Willi Höcker (SED)
- 1951: Kurt Bürger (SED)
- 1951-1952: Bernhard Quandt (SED)

Anhalt · Baden · Beieren · Bremen · Brunswijk · Elzas-Lotharingen · Hamburg · Hessen · Lauenburg · Lippe · Lübeck · Mecklenburg-Schwerin · Mecklenburg-Strelitz · Oldenburg · Pruisen · Reuss jongere linie · Reuss oudere linie · Saksen · Saksen-Altenburg · Saksen-Coburg en Gotha · Saksen-Meiningen · Saksen-Weimar-Eisenach · Schaumburg-Lippe · Schwarzburg-Rudolstadt · Schwarzburg-Sondershausen · Waldeck · Württemberg